# 群馬県立二葉高等特別支援学校
群馬県立二葉高等特別支援学校（ぐんまけんりつ ふたばこうとうとくべつしえんがっこう）は、群馬県高崎市にある高等特別支援学校。

## 設置学科
- 高等部のみの構成。

## 所在地
- 群馬県高崎市足門110

## 沿革
- 1972年（昭和47年）4月1日 - 群馬県立二葉養護学校内に高等部が設置される
- 1999年（平成11年）4月1日 - 高等部訪問教育開始
- 2000年（平成12年）4月1日 - 群馬県立二葉養護学校から分離独立して群馬県立二葉高等養護学校を開校
- 2015年 (平成27年) 4月1日 - 群馬県立二葉高等特別支援学校に校名変更